# Kouzebaï Gerd
Kouzebaï Gerd (en russe : Кузебай Герд ; né Kouzma Pavlovitch Tchaïnikov, en russe : Кузьма́ Па́влович Ча́йников, le 14 janvier 1896 à Bolchaïa Dokia en Oudmourtie et mort le 1er novembre 1937 à Sandarmokh) est l'écrivain oudmourte le plus important des années 1920.

## Biographie
L'écrivain est né dans une famille paysanne du village de Bolchaïa Dokia, district de Vavoji en Oudmourtie.
Dans les années 1912-1916, il a étudié au séminaire des enseignants de Koukarka, après quoi il a travaillé comme enseignant.
Dans les années 1918-1920, Gerd a été directeur du département de l'éducation publique de la municipalité de Malmyj, puis des départements de l'édition et de l'école d'Oudmourtie.
Dans les années 1920, il a terminé des études de troisième cycle à l'Institut de recherche sur la culture des peuples de l'Est à Moscou et a travaillé en 1930-1932 comme enseignant à l'école du parti soviétique en Oudmourtie.
Kouzebaï Gerd a commencé à écrire des poèmes dès ses années d'école. Ses principales œuvres sont les recueils Krez’či ("Le joueur de Kantele", 1922), Sâs’kaâs’kis’ muzʺem ("Le pays florissant", 1927) et Lëgetʺës ("Les pas", 1931), qui décrivent le passé des Oudmourtes, glorifient la révolution et traitent de la transformation des campagnes et de la société. Kouzebaï Gerd a également écrit des poèmes pour enfants, des pièces de théâtre et des études scientifiques sur le folklore oudmourte.
En mai 1932, pendant la Grande Purge, Kouzebaï Gerd a été arrêté sous l'inculpation d'activités contre-révolutionnaires,.
En novembre 1933, il est condamné à mort, qui est commuée en dix ans de travaux forcés.
Il a purgé sa peine à la prison de Solovetsk.
En octobre 1937, Gerd fut de nouveau condamné à mort et abattu à Sandarmokh près de Karhumäki.
Il a été réhabilité à titre posthume en 1958.
La Maison-musée de Kouzebaï Gerd est ouverte au public en sa mémoire.